# Mária Ďuríčková
Mária Ďuríčková, właściwie Mária Masaryková z domu Piecková, ps. M. Ď., M. Ď. Janove (ur. 29 września 1919 w Zvolenskiej Slatinie, zm. 15 marca 2004 w Bratysławie) – słowacka pisarka, redaktorka, tłumaczka, scenarzystka i autorka książek dla dzieci i młodzieży.  

## Życiorys
Mária Ďuríčková pochodziła z chłopskiej rodziny. Dorastała w domu wielopokoleniowym. Babka była dobrym gawędziarzem i zaszczepiła w niej zamiłowanie do opowieści i folkloru. Uczyła się w Zvolenskiej Slatinie a następnie w 1938 r. ukończyła instytut nauczycielski w Lučencu. Pracowała jako nauczycielka w Horný Tisovník (1939–1940), Žitná-Radiša (1940–1941), Šajbe (obecnie Strelníky (1941–1942). Jej mąż, Vojtech Masaryk, był uczestnikiem słowackiego powstania narodowego. W grudniu 1944 r. został uwięziony i zabity w lesie Cibislávka niedaleko Bánovci nad Bebravou. Mária Ďuríčková zachorował na chorobę płuc i musiała porzucić zawód nauczycielki. W latach 1947–1949 studiowała w Bratysławie, ale nie ukończyła nauki z powodu choroby. W 1951 r. pracowała jako redaktor naczelna czasopism dla dzieci „Družba”, w latach 1952–1953 w redakcji „Zornička”, od 1954 r. jako redaktorka książek dla dzieci i młodzieży w czasopiśmie „Mladé letá”. W latach 1969–1970 r. była redaktorką naczelną czasopisma „Slniečko”. Od 1971 r. poświęciła się własnej twórczości.

## Twórczość
Mária Ďuríčková swoją twórczość skierował głównie dla dzieci i młodzieży. W 1954 r. wdała swoją pierwszą książkę Rozprávka o dedovi Mrázovi. W 1957 r. ukazała się kolejna Zajko a líška, rok następna Čarovná píšťalka, w której wykorzystała elementy folklorystyczne. W 1960 r. wydała zbiór opowiadań skierowany do starszych dzieci My z ôsmej A (1960), której tytułowa historia stała się kanwą filmu Štefana Uhera My z 9-tej a (1961). Duży sukces odniosła jej książka wydana w 1961 r. Danka a Janka zawierająca opowiadania o dwóch dziewczynach, bliźniaczkach. Na podstawie ich przygód nakręcono animowaną serię dla dzieci, składającą się 14 krótkich, ok. 10 minutowych odcinków. 
Z punktu widzenia rozwoju baśni słowackiej, duże  znaczenie ma książka Jasietka (1963). W kolejnych dziełach wykorzystywała sposób myślenia dziecka jako podstawę swoich historii: Sestričky z Topánika (1969), Janček Palček (1970), O Katarínce i Túlavý vrch (1970) i  Nie je škola jako škola (1974). Bajki i legendy, jako podstawa tematyczna twórczości, widoczna jest szczególnie w latach 70. XX w. w książkach takich jak Biela kňažná (1973), Dunajská kráľovná (1976), Prešporský zvon (1978) i Panenská veža na Devíne (1988). Ďuríčková zajmowała się również produkcją telewizyjną i radiową, tworząc scenariusze do audycji przeznaczonych dla dzieci. Tłumaczyła także książki z czeskiego, niemieckiego i rosyjskiego.  
Za swoją twórczość była wielokrotnie nagradzana, m.in. w 1978 r. otrzymała nagrodę IBBY za książkę Dunajská kráľovná i 1980 r. za tłumaczenie książki Krása nevídaná.

## Wybrane dzieła
- 1954 – Rozprávka o dedovi Mrázovi
- 1957 – Zajko a líška, leporelo
- 1957 – Na hole, ovečky
- 1958 – Čarovná píšťalka
- 1959 – Zajtra bude pekne
- 1960 – My z ôsmej A
- 1961 – Danka a Janka
- 1961 – O chromej kačičke
- 1962 – O Guľkovi Bombuľkovi
- 1963 – Jasietka, rozprávka
- 1963 – Stíhač na galuskách
- 1965 – Útek z gramatiky
- 1965 – Majka Tárajka
- 1967 – Papierová rozprávka
- 1968 – Papierová rozprávka
- 1969 – Sestričky z Topánika
- 1969 – Dievčina s medovými vlasmi
- 1970 – Janček Palček
- 1970 – O Katarínke a túlavom vrchu
- 1970 – Danka a Janka v rozprávke
- 1972 – Jožko Mrkvička Spáč
- 1973 – Biela kňažná
- 1974 – Nie je škola ako škola
- 1976 – Najkrajšie na svete
- 1976 – Dunajská kráľovná
- 1978 – Prešporský zvon
- 1980 – Oriešky
- 1981 – Kľúče od mesta
- 1981 – Niet krajšieho mena
- 1982 – Princezná Ruženka
- 1983 – Domček, domček, kto v tebe býva?
- 1984 – Jahniatko v batohu
- 1984 – Zlatý strom
- 1984 – Keď národ malý stal sa veľkým
- 1986 – Čo si hračky rozprávali
- 1986 – Zemský kľúč
- 1986 – Rapotanky
- 1988 – Emčo
- 1988 – Janko Hraško
- 1988 – Panenská veža na Devíne
- 1989 – Rozprávky Čierneho Filipa
- 1990 – Bratislavské povesti
- 1990 – Spievaj si, vtáčatko
- 1991 – O Jankovi Polienkovi
- 1994 – Zlatá hrkálka
- 1995 – Zlatá priadka
- 1995 – Slncové dievčatko
- 1998 – Vtáčik, žltý zobáčik
- 2000 – Poslali ma naši k vašim
- 2003 – Braček z tekvice a Sestričky z Topánika